# ヤン・デ・フリース (神話学者)
ヤン・デ・フリース（Jan Pieter Marie Laurens de Vries、1890年2月11日 - 1964年7月23日）は、ゲルマン語派とゲルマン神話（北欧神話）およびケルト神話に関するオランダの学者。

## 経歴
1890年、オランダのアムステルダム生まれ。ライデン大学において1926年から1945年にかけて教授を務め、ユトレヒトで没した。

## 研究内容・業績
- デ・フリースは現在も、ゲルマン文化の文献学の分野で最も尊敬を集める学者の一人である。彼の2巻にわたるAltgermanische Religionsgeschichte（古代ゲルマン宗教史[1]）は、半世紀を経た現在でも、重要な神話研究文献として影響を残している。

## 註
1. ↑  尾崎和彦著『北欧神話 宇宙論の基礎構造』白鳳社、1994年、406頁に挙げられた『古代ゲルマン宗教史』がこのAltgermanische Religionsgeschichteのタイトルの日本語訳か。